# Кучин, Иван Сергеевич
Иван Сергеевич Кучин  (1924, Тамбовская губерния — 2000, Тамбов) — русский и советский поэт, писатель, публицист. Член Союза писателей России, Заслуженный работник культуры РСФСР, лауреат литературных премий.

## Биография
Родился 21 января 1924 года в деревне Березовка Козловского уезда Тамбовской губернии (ныне — Петровского района Тамбовской области) в крестьянской семье. С 1942 года в действующей армии, одновременно начинает печатать первые стихи во фронтовой газете. После войны окончил факультет русского языка и литературы Тамбовского педагогического института. Печатался в центральных газетах и журналах, альманахах «Поэзия», «День поэзии». Многие произведения посвящены теме войны:
«…Меня везли с передовой в санях,

Запряженных ленивыми волами,

И девушка, совсем ещё девчонка,

Махала палкой:

— Цо-об! Цобе! Цоб-е!..

Ну, дядько… Миленький… Не умирай!..

Не умирай… Не надо!

Дядько, милый!..

Но почему же — дядька?

Почему?

Меня такое званье обижало…

Тогда мне было

восемнадцать лет.»
После опубликования стихотворения «Незабываемое» в газете «Правда» нашлась та девушка — Татьяна Семёновна Янголенко, когда она умоляла восемнадцатилетнего «дядьку» не умирать, ей было шестнадцать.
Умер поэт 10 октября 2000 года в Тамбове.

## Награды
- орден Отечественной войны I-й степени
- орден Красной Звезды
- орден «Знак Почёта»
- медали

## Звания
- Заслуженный работник культуры РСФСР,
- 1969 — лауреат премии имени И. А. Гаврилова,
- 1972 — лауреат премии имени Зои Космодемьянской